# Holzheim am Forst
Holzheim am Forst település Németországban, azon belül Bajorországban. Lakosainak száma 1111 fő (2023. december 31.).

## Népesség
A település népessége az elmúlt években az alábbi módon változott:
| Lakosok száma | 366  | 495  | 585  | 846  | 972  | 971  | 983  | 977  | 1057 | 1111 |
|               | 1875 | 1950 | 1975 | 1987 | 2012 | 2014 | 2016 | 2017 | 2021 | 2023 |